# Margaritīs Schoinas
Margaritīs Schinas (in alfabeto greco: Μαργαρίτης Σχοινάς; Salonicco, 28 luglio 1962) è un politico greco.
È stato europarlamentare per Nuova Democrazia dal 2007 al 2009 e portavoce della Commissione Juncker dal 2014 al 2019. Dal 10 settembre 2019 al 2024 è stato vicepresidente della Commissione europea per la promozione dello stile di vita europeo nella Commissione von der Leyen I.

## Biografia
Nato a Salonicco il 28 luglio 1962, Schinas ha ottenuto la laurea in giurisprudenza presso la Scuola di Diritto dell'Università Aristotele di Salonicco nel 1985. L'anno successivo ha conseguito un diploma di studi avanzati (DEA) in amministrazione pubblica europea presso il Collegio d'Europa a Bruges; infine ha ottenuto un Master of Science in amministrazione e politiche pubbliche presso la London School of Economics nel 1987.

### Carriera nelle istituzioni europee
Ha lavorato per la Commissione europea dal 1990 al 2007, come funzionario al servizio di diverse direzioni generali e di diversi commissari (Abel Matutes, Marcelino Oreja, Loyola de Palacio e Markos Kyprianou).
Dal 25 settembre 2007 è subentrato al futuro premier Antōnīs Samaras come europarlamentare del Partito Popolare Europeo, tra le file di Nuova Democrazia. Durante il mandato è stato membro della Commissione per i bilanci e della Delegazione alla commissione parlamentare mista Unione europea-Turchia.
Non essendosi ricandidato nelle elezioni europee del 2009, ha ripreso la sua carriera di funzionario all'interno delle istituzioni comunitarie, venendo nominato nel 2013 direttore residente ad Atene della direzione generale per gli affari economici e finanziari, e infine portavoce della Commissione durante il mandato del presidente Jean-Claude Juncker (2014-2019).
Il 18 luglio 2019 il governo greco guidato da Kyriakos Mītsotakīs avanza la candidatura di Schinas a commissario europeo della Grecia. Il 10 settembre 2019, al momento della presentazione della nuova commissione, presieduta da Ursula von der Leyen, è designato vicepresidente per la promozione dello stile di vita europeo; in tale veste coordinerà un gruppo di lavoro di commissari che si occuperanno di sviluppo delle competenze e delle opportunità di lavoro, di integrazione e coordinamento delle politiche migratorie e di sicurezza dell'Unione.
Il 15 maggio 2023, a seguito delle dimissioni della commissaria Marija Gabriel, ha assunto ad interim anche il portafoglio per l'educazione, la cultura e la gioventù.

### Vita privata
Parla correntemente greco, inglese, francese e spagnolo.
È sposato con la spagnola Mercedes Alvargonzález, conosciuta durante gli studi al Collegio d'Europa a Bruges, anch'ella affiliata al Partito Popolare Europeo, come capo di gabinetto del capogruppo al Parlamento europeo Manfred Weber.